# Arktínos z Mílétu
Arktínos z Mílétu byl antický řecký legendární, či pololegendární básník archaického období (tradičně datován do let 775 a 741 př. n. l.). Patří mezi rané řecké epické básníky.

## Život
Říkalo se o něm, že byl Homérovým žákem. Féniás z Eresu jej datuje do 7. století př. n. l. a tvrdí o něm, že byl poražen v soutěži s Leschem z Mytiléné.

## Dílo
Jsou mu připisovány epické skladby Aithiopis, Pád Tróje, a řídce i Naupaktia. Básně jsou ztraceny, ale nástin obsahu, pravděpodobně velmi nepřesný, poskytuje Chrestomathie z 5. století n. l. připisovaná, pravděpodobně neprávem, novoplatoniku Proklovi.
- Aithiopis (Αιθιοπις), složená z pěti knih navazuje na Iliadu. Hlavním hrdinou je aithiopský král Memnón, spojenec Tróje po Hektorově smrti. Podle Prokla přebírá báseň epickou formu Iliady, počínajíc slavnými skutky Amazonky Penthesileie a končíc smrtí Achillovou, jeho pohřbem a sporem Aianta a Odyssea o jeho zbroj.

- Pád Tróje, (Ἰλίου πέρσις, Íliú persis) vyprávěl příběh Trojského koně, Sinónův, Láokoóntův, příběh dobytí města a odjezdu Řeků pronásledovaných Athéniným hněvem za znásilnění Kassandry.

(Malá Ilias, připisovaná Leschovi z Mytiléné popisuje události mezi koncem Aithiopis a počátkem Pádu Tróje.)